# Cérvol de les pampes
El cérvol de les pampes (Ozotoceros bezoarticus) és un cérvol de mida mitjana, endèmic de les planúries de la regió temperada de Sud-amèrica. Antigament s'estenia des del tròpic fins a la Patagònia, però a causa de la caça massiva del segle xix i l'ocupació del seu hàbitat pel bestiar boví, actualment només viu en àrees aïllades del Brasil, l'Uruguai i l'Argentina. Està registrat a l'Apèndix I de la llista d'espècies protegides del CITES.